# Порховський район
Порховський район (рос. Порховский район) — муніципальне утворення у складі Псковської області, Російська Федерація.
Адміністративний центр — місто Порхов. Район включає 14 муніципальних утворень.